# Pachygonidia drucei
Pachygonidia drucei là một loài bướm đêm thuộc họ Sphingidae. Nó được tìm thấy ở Panama và Costa Rica phía bắc đến Guatemala, Belize và México.
Sải cánh dài 72–82 mm. Cánh trước tương tự cánh trước của loài Pachygonidia hopfferi.
Có lẽ có nhiều thế hệ một năm với một ghi chép từ tháng 6 ở Panama.
Ấu trùng ăn Doliocarpus dentatus, Doliocarpus multiflorus và Tetracera hydrophila. Chúng dài, gầy và màu xanh lá cây, sừng dài và thẳng.